# Oberstaufen

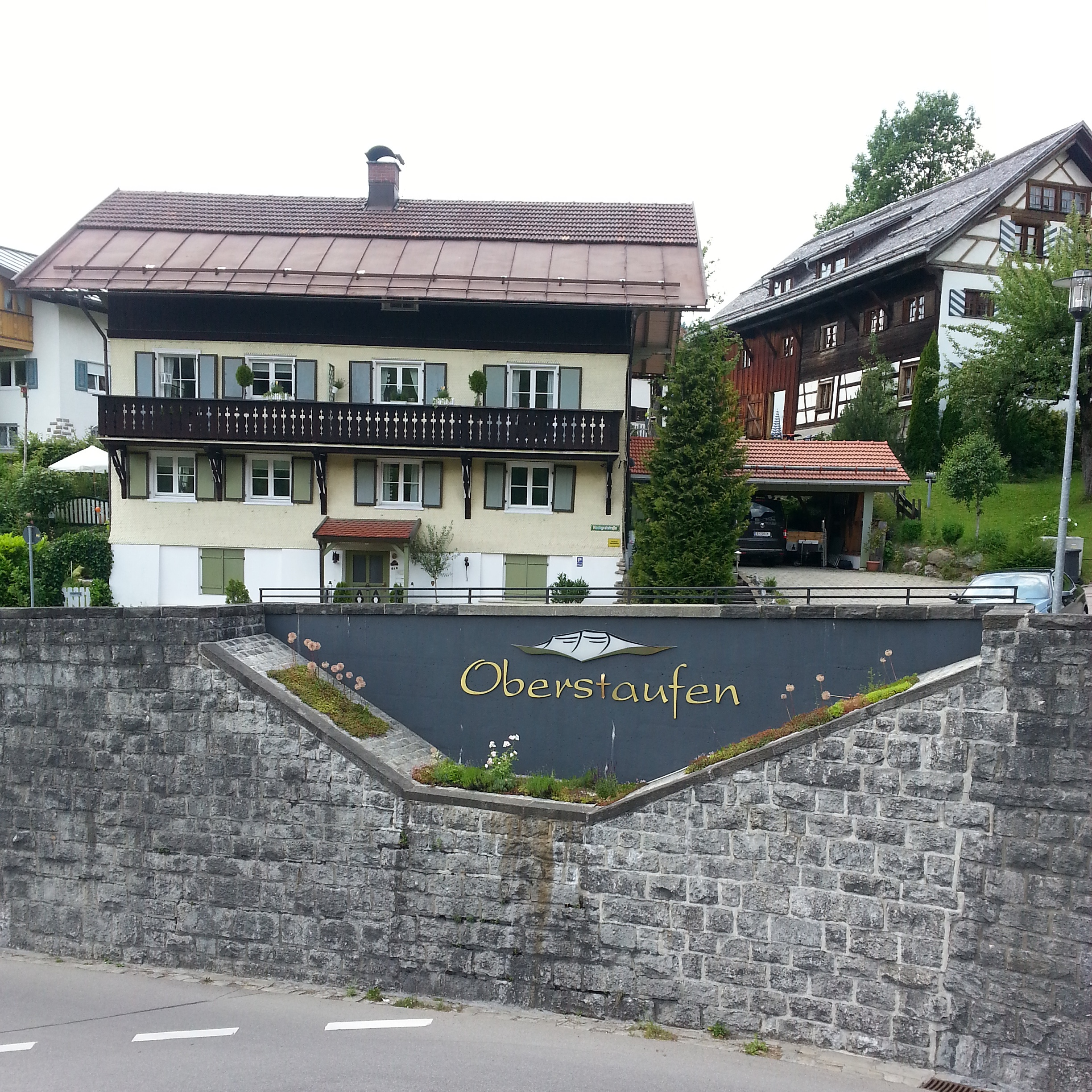
Schriftzug an der Alpenstraße

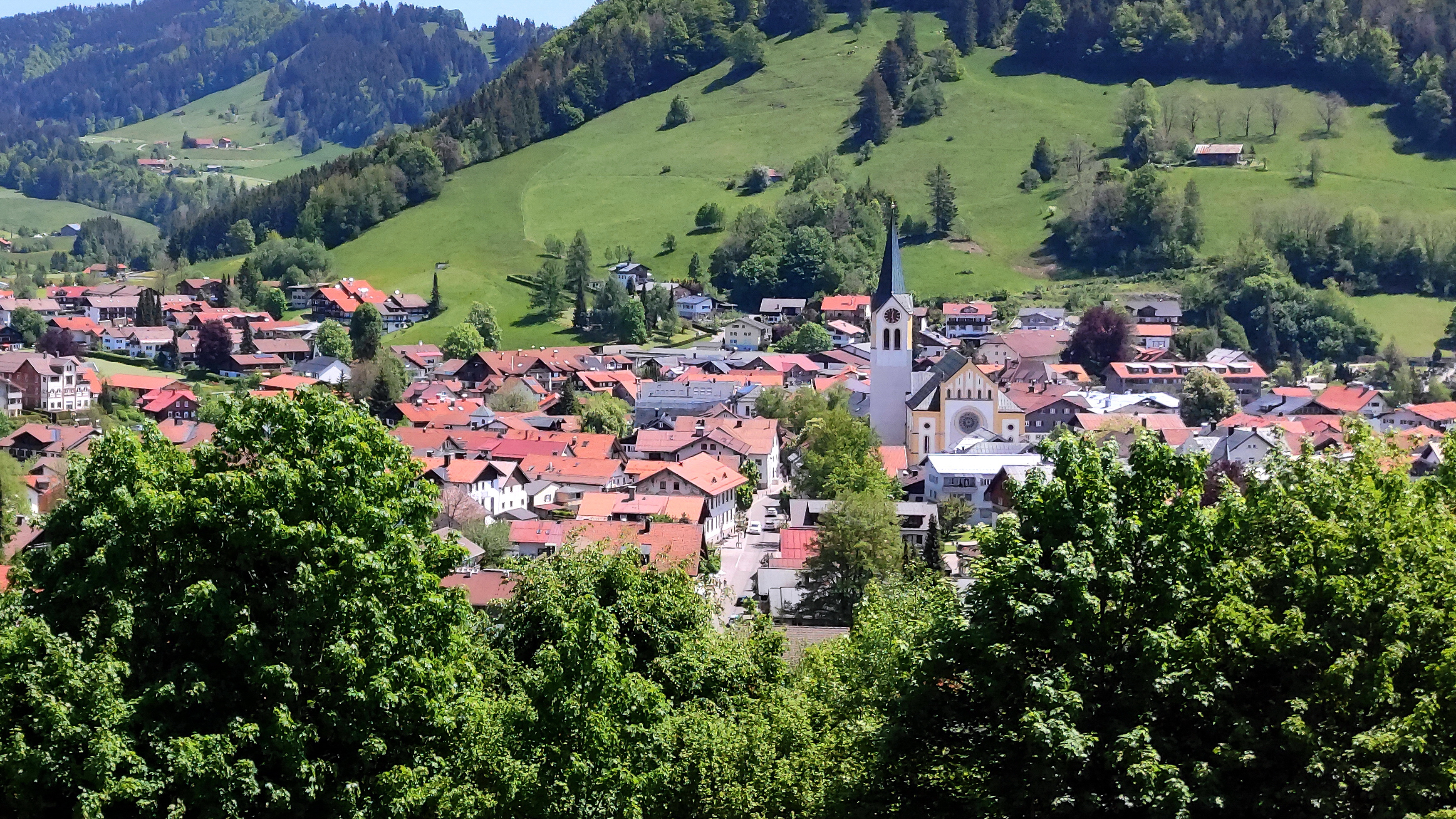
Oberstaufen von Westen

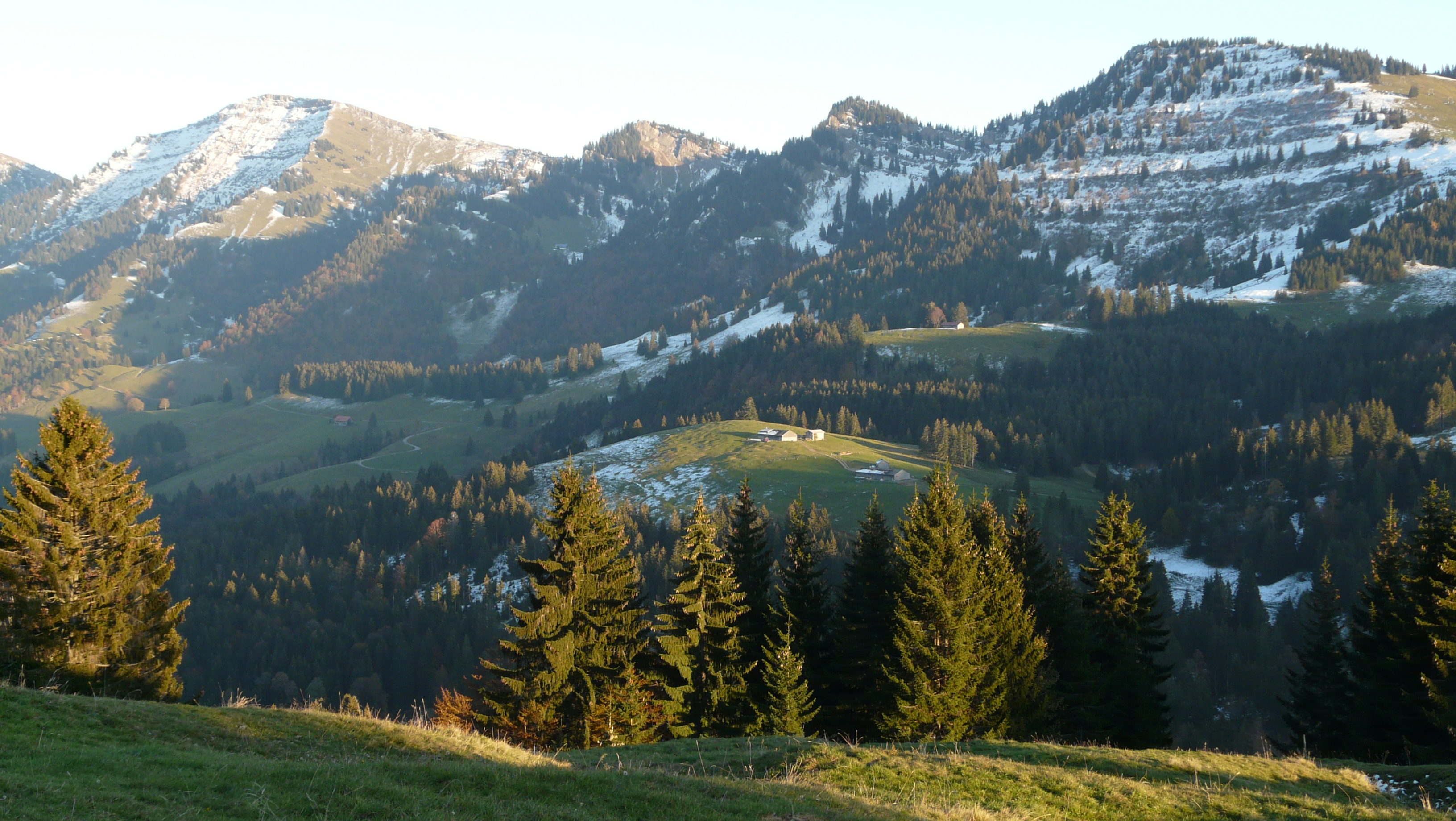
Nagelfluhkette mit Hochgrat und Eineguntkopf

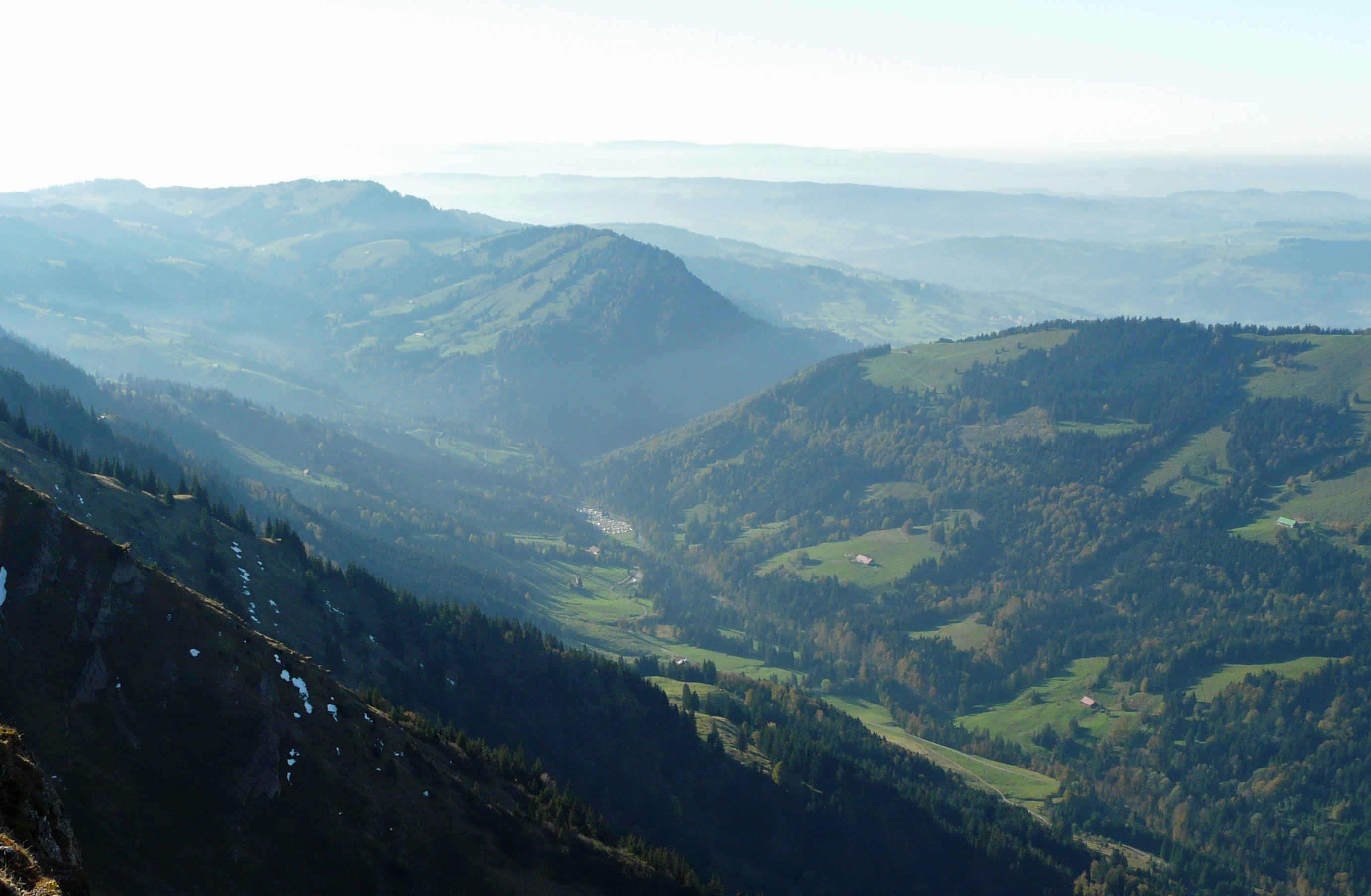
Blick vom Rindalphorn Richtung Oberstaufen

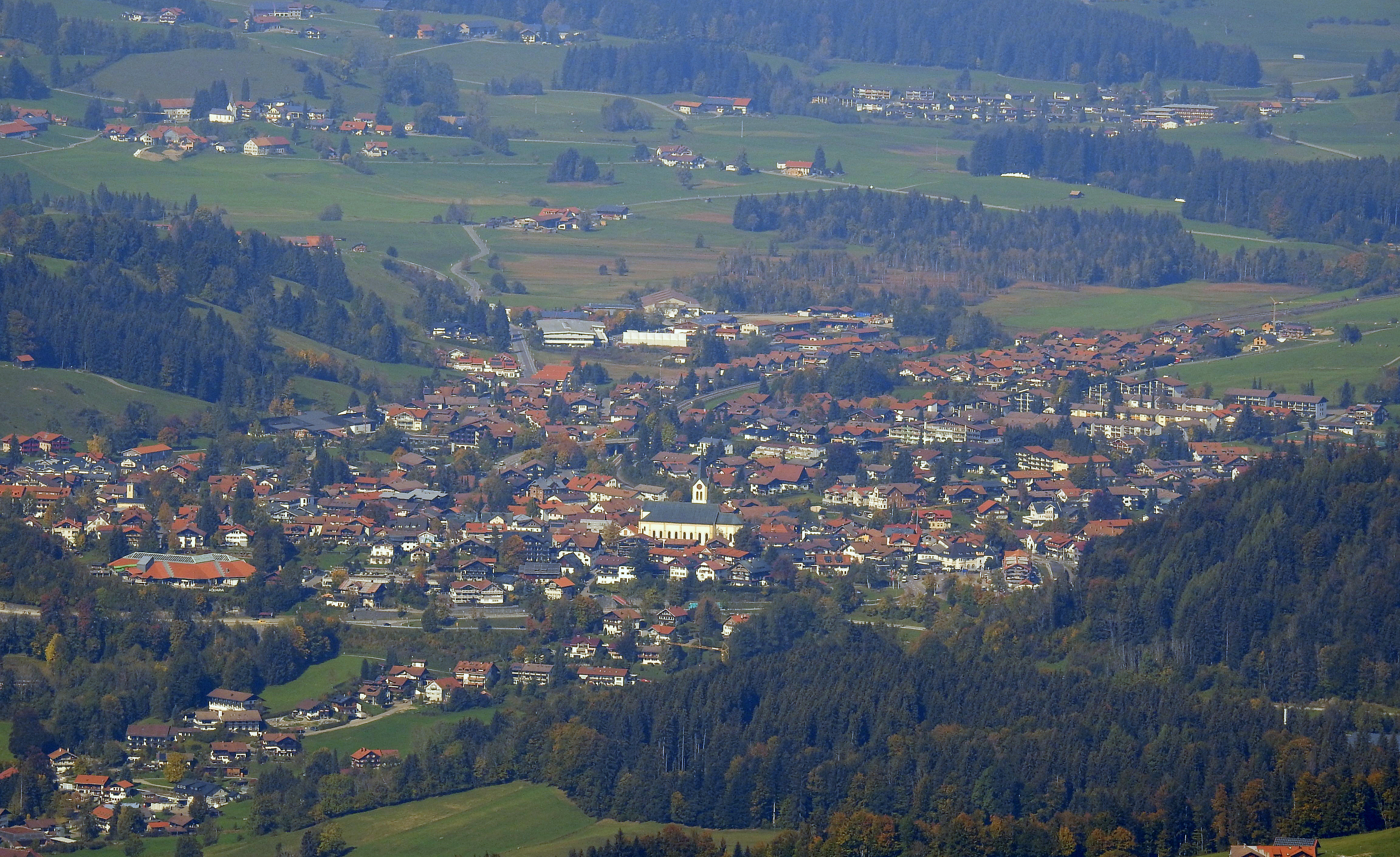
Ortskern vom Seelekopf

Oberstaufen (mundartlich: Schtoufə, amtlich bis 1921: Staufen) ist ein Markt im bayerischen Landkreis Oberallgäu. Seit 1991 besitzt Oberstaufen die höchste deutsche Stufe der Kurortklassifikation, verzichtet jedoch auf den Ortszusatz „Bad“.

## Geographie
Oberstaufen liegt auf der Europäischen Wasserscheide, zwischen den Einzugsgebieten von Rhein und Donau.

### Gemeindeteile
Es gibt 44 Gemeindeteile (in Klammern ist der Siedlungstyp angegeben):
- Aach im Allgäu (Pfarrdorf)
- Berg (Weiler)
- Buchenegg (Weiler)
- Buflings (Dorf)
- Döbilisried (Weiler)
- Eibele (Feriendorf)
- Gschwend (Einöde)
- Hagspiel (Kirchdorf)
- Halden (Weiler)
- Hänse (Weiler)
- Hinterhalden (Weiler)
- Hinterreute (Dorf)
- Hinterstaufen (Dorf)
- Höfen (Dorf)
- Hub
- Hütten (Weiler)
- Ifen (Weiler)
- Kalzhofen (Kirchdorf)
- Knechtenhofen (Dorf)
- Konstanzer (Dorf)
- Krebs (Weiler)
- Lamprechts (Dorf)
- Laufenegg (Weiler)
- Malas (Feriendorf)
- Nägeleshalde (Einöde)
- Oberstaufen (Hauptort)
- Osterdorf (Dorf)
- Pfalzen (Weiler)
- Salmas (Dorf)
- Saneberg (Weiler)
- Schindelberg (Kirchdorf)
- Sinswang (Weiler)
- Steibis (Pfarrdorf)
- Steinebach (Weiler)
- Stiesberg (Dorf)
- Thalkirchdorf (Pfarrdorf)
- Tronsberg (Weiler)
- Vorderreute (Dorf)
- Weißach (Dorf)
- Weißenbachmühle
- Wengen (Weiler)
- Wiedemannsdorf (Dorf)
- Willis (Weiler)
- Zell (Weiler)

### Nachbargemeinden
| Stiefenhofen        | Missen-Wilhams                              | Immenstadt im Allgäu |
| Oberreute, Sulzberg | Kompassrose, die auf Nachbargemeinden zeigt | Blaichach            |
| Riefensberg         | Hittisau                                    | Balderschwang        |

## Geschichte

### Bis zum 20. Jahrhundert
In einer Beurkundung des Klosters St. Gallen vom 20. Dezember 868 wird der Ort Stoufun erstmals erwähnt. Der Name ist auf den Hausberg Staufen zurückzuführen und leitet sich vom althochdeutschen Wort für Kelch (= stouf) ab. Im Jahr 1453 erhielt Staufen das Marktrecht. Zunächst war Staufen ein Teil der Herrschaft Staufen in der Grafschaft Königsegg-Rothenfels, die den Ort 1804 gegen Güter in Ungarn mit Kaiser Franz I. von Österreich eintauschten. Nach den Friedensverträgen von Brünn und Preßburg 1805 und der Besetzung des Schlosses Staufen, folgte jedoch kurze Zeit später der Anschluss Staufens an Bayern. Der Ort wurde zudem in den Landgerichtsbezirk Immenstadt eingegliedert. Die Herrschaft Staufen bestand aus drei Pfarreien und einem Benefiziat. Mit dem Ersten Gemeindeedikt 1808 wurde Staufen mit den Gemeinden Aach, Stiefenhofen und Thalkirchdorf zu einer Verwaltungseinheit. 1818 wurde Staufen mit dem Zweiten Gemeindeedikt zu einer eigenständigen Gemeinde.
Im Jahr 1853 erfolgte mit der Eröffnung der Bahnlinie Immenstadt–Lindau der Anschluss an das Eisenbahnnetz, was mit einem neuen wirtschaftlichen Aufschwung der Gemeinde verbunden war. Gegen Ende des 19. Jahrhunderts wurde Staufen zum Luftkurort. 1918 genehmigte das königliche Staatsministerium des Inneren die Erhebung einer Kurtaxe in der Marktgemeinde Staufen.
Am 12. Februar 1921 wurde die Marktgemeinde Staufen amtlich in Oberstaufen umbenannt.

### Neuzeit
Im Jahr 1949 führte der Kurarzt Hermann Brosig die Schrothsche Heilkur ein. Durch die oft wohlhabenden Kurgäste entwickelte sich eine hohe Nachfrage nach gehobenerer Ware, was letztendlich dazu führte, dass sich die Einkaufsmöglichkeiten schnell vervielfältigten. Mit der Verleihung des Prädikats „Schrothkurort“ am 30. November 1959 wurde Oberstaufen offiziell als einziger Schrothkurort der Bundesrepublik anerkannt. Nach vierjähriger Untersuchung erfolgte am 10. Dezember 1969 die Anerkennung Oberstaufens als Heilklimatischer Kurort aufgrund der 1965 eröffneten Kuranstalt Malas.
Nach der Währungsreform 1924 entwickelte sich in Oberstaufen bis in die 1970er Jahre eine massenhafte Entstehung von Zweitwohnsitzen und Eigentumswohnungen, was dem Ortsbild insgesamt schadete.
Im Jahr 1970 wurden Gebietsteile, welche zuvor zur Gemeinde Stiefenhofen gehörten, nach Oberstaufen eingegliedert und 1972 erfolgte mit der Gebietsreform in Bayern die erneute Zusammenlegung mit Aach im Allgäu und Thalkirchdorf mit ihren jeweiligen Gemeindeteilen zur Gemeinde Oberstaufen.
Seit 1991 besitzt Oberstaufen mit dem Schroth-Heilbad die höchste deutsche Stufe der Kurortklassifikation, verzichtet jedoch auf den Ortszusatz „Bad“. Ferner ist Oberstaufen seit 2008 Mitglied des deutsch-österreichischen Gemeinschaftsprojekts Naturpark Nagelfluhkette.

### Einwohnerentwicklung
Zwischen 1988 und 2018 wuchs die Gemeinde von 6404 auf 7770 um 1366 Einwohner bzw. um 21,3 %.

## Politik

### Bürgermeister und Gemeinderat
Bürgermeister des Marktes Oberstaufen ist Martin Beckel (Freie Wähler). Er wurde bei der Kommunalwahl 2014 mit 68,1 % der gültigen Stimmen bei drei Gegenkandidaten gewählt. Am 15. März 2020 wurde er bei einem Gegenkandidaten mit 79,59 % der Stimmen im Amt bestätigt.
In den Gemeinderat der Amtszeiten 2014–2020 und 2020–2026 wurden folgende Parteien und Gruppierungen gewählt:
| Partei / Liste                                 | 2014–2020     | 2014–2020 | 2020–2026     | 2020–2026 |
| ---------------------------------------------- | ------------- | --------- | ------------- | --------- |
| Partei / Liste                                 | Stimmenanteil | Sitze     | Stimmenanteil | Sitze     |
| CSU                                            | 28,2 %        | 6         | 32,0 %        | 6         |
| SPD                                            | 5,9 %         | 1         | 7,7 %         | 2         |
| Freie Wähler                                   | 30,1 %        | 6         | 26,0 %        | 5         |
| Unabhängige Thaler Liste                       | 16,6 %        | 3         | 18,8 %        | 4         |
| Parteilose Liste und Weißachtal (Steibis-Aach) | 13,6 %        | 3         | 11,8 %        | 2         |
| Aktives Oberstaufen                            | 5,6 %         | 1         | 3,6 %         | 1         |

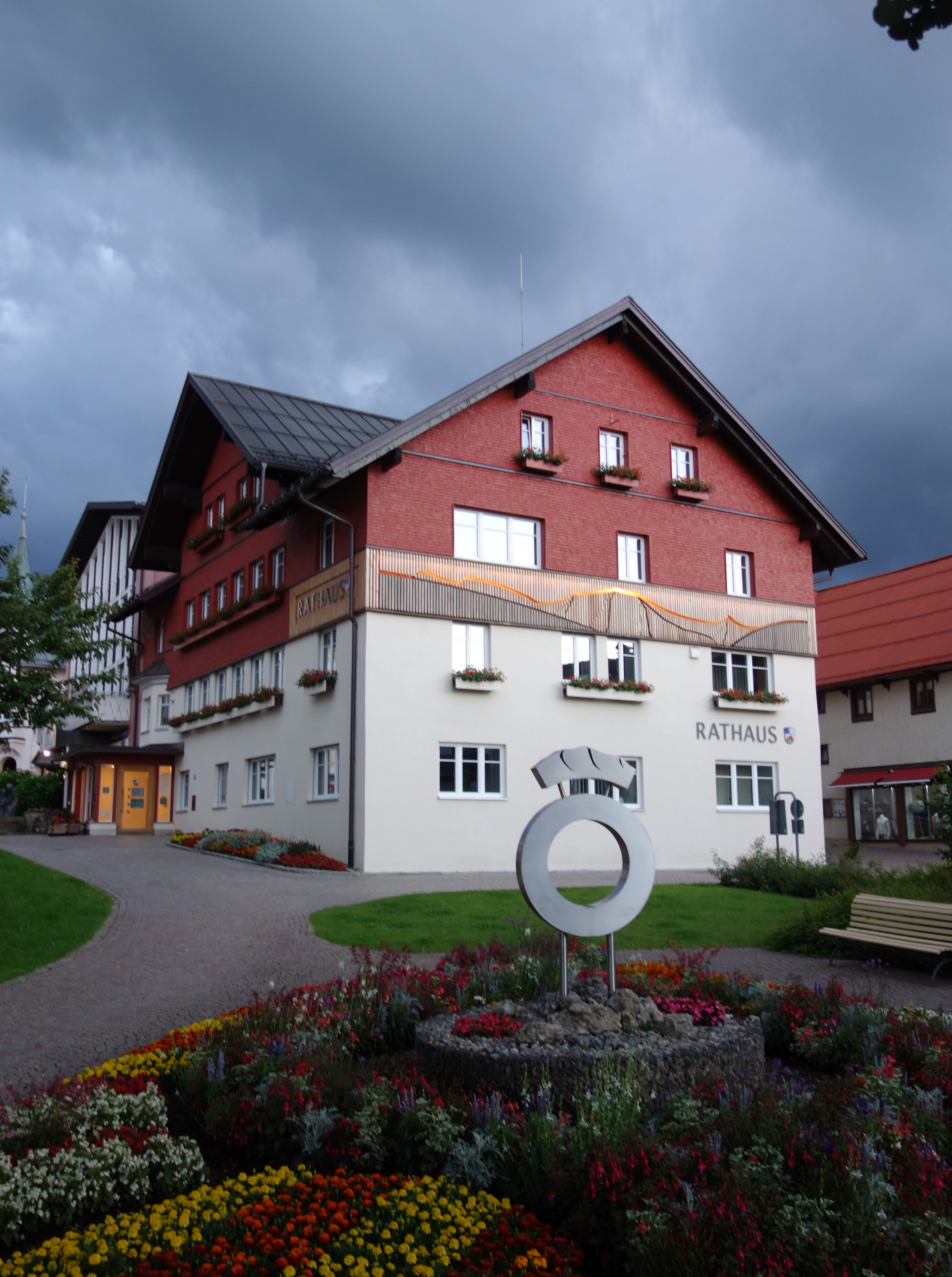
Rathaus Oberstaufen

Die Wahlbeteiligung lag bei der Kommunalwahl am 16. März 2014 bei 60,9 % und bei der Wahl am 15. März 2020 bei 54,73 %.

### Wappen

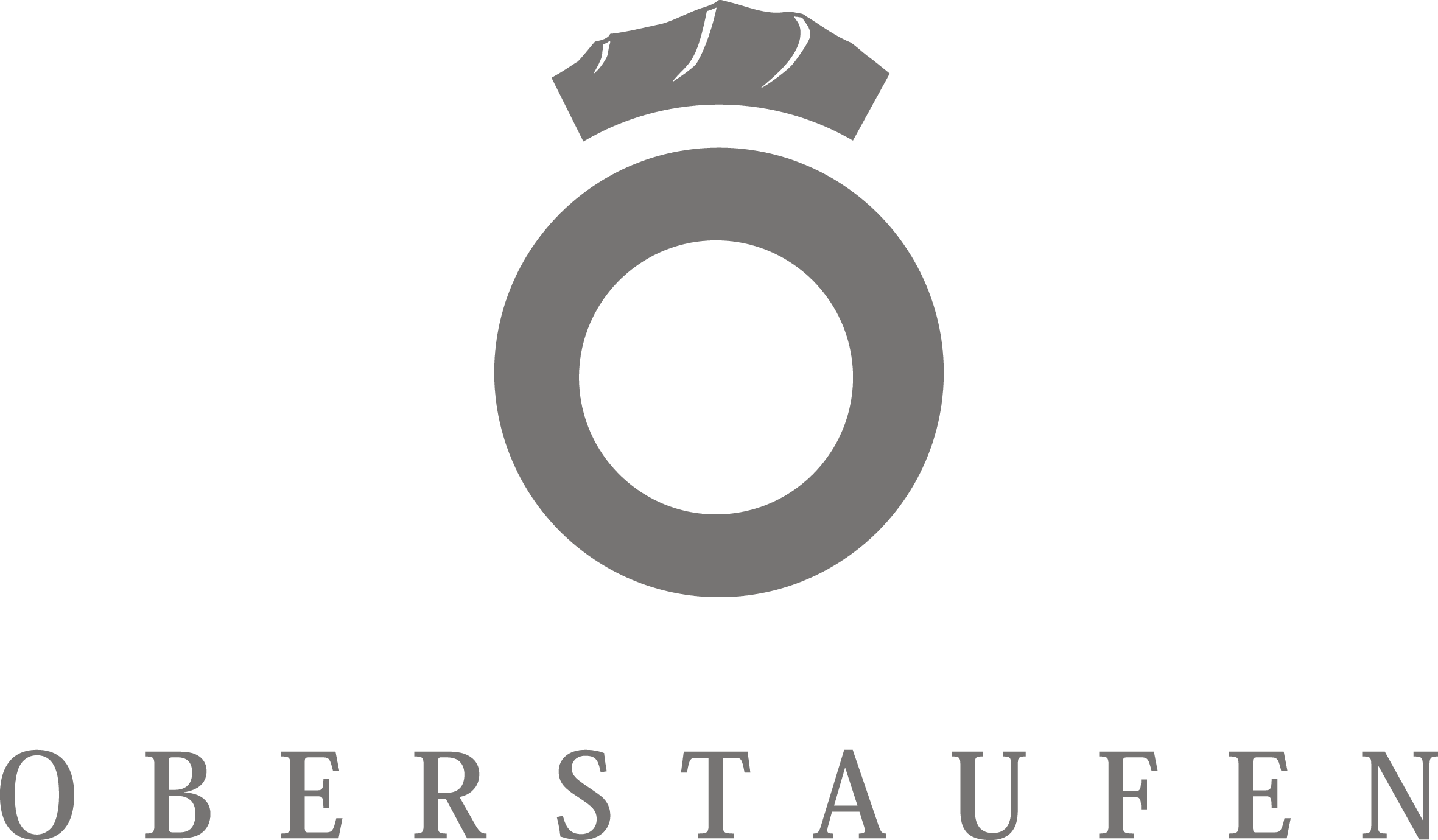
Offizielles Logo von Oberstaufen seit 04/2017

| Wappen von Oberstaufen | Blasonierung: „Geteilt und oben von Blau und Silber (Weiß) gespalten. Auf der Spaltlinie, die verschlungenen goldenen Großbuchstaben S und T, unten in Silber (Weiß) auf grünem Hügel eine rote Burg mit blauen Dächern.“ |
| Wappen von Oberstaufen | Wappenbegründung: Die Buchstaben S und T sollen an das Bild im Gerichtssiegel der Herrschaft Staufen aus dem frühen 18. Jahrhundert erinnern. Oben wurden die bayerischen Landesfarben eingesetzt, unten eine stilisierte Wiedergabe der Burg Staufen. Am 31. März 1836 wurde das Wappen durch König Ludwig I. erstmals an den Markt Oberstaufen verliehen. Am 29. August 1986 stimmte die Regierung Schwabens zu, das Wappen des ehemaligen Marktes Oberstaufen weiterzuführen. |

Neben dem Wappen verwendet die Gemeinde ein Logo, das auf die Lage im Gebirge anspielt.

### Patenschaft
Im Jahr 1986 wurde eine Patenschaft für die vertriebenen Sudetendeutschen aus dem Schrothkurort Dolní Lipová/Niederlindewiese bei Freiwaldau im Altvatergebirge übernommen.

## Kultur und Sehenswürdigkeiten

### Theater und Konzerte
Konzertdarbietungen gibt es regelmäßig im Kurhaus Oberstaufen, in der Festhalle Steibis und im Thaler Festsaal; Theateraufführungen werden im Kurhaus und im Thaler Festsaal (Bauerntheater) gegeben.

### Regelmäßige Veranstaltungen
- Eine lange Tradition hat der historische „Fasnatziestag“ (Faschingsdienstag), der an die Pest erinnern soll. Am Staufner Fasnatziestag reinigt der „Butz“ mit seinem Besen die Festteilnehmer und die Hausgänge symbolisch von der Pest und „stirbt“ abends zum Gebetsläuten den plötzlichen Pesttod.
- Seit 1999 findet in Oberstaufen jährlich im Februar im Rahmen der „Winter-Triathlon Deutschland Trophy“ die Deutschen Meisterschaften statt (5 km Laufen, 12 km Mountainbike, 8 km Skilanglauf).
- Beim alljährlichen „Viehscheid“ (Alpabtrieb) werden immer am zweiten Freitag im September die Nutztiere (Rinder, Pferde, Esel etc.), die den Sommer auf den Bergalpen verbrachten, feierlich und mit Blumen geschmückt an ihre Eigentümer zurückgegeben. Dies findet auf dem Scheidplatz in Höfen statt.[11]
- Alljährlich findet am letzten Juli-Wochenende das Oberstaufener Marktfest am Marienplatz in Oberstaufen statt.

### Ehemalige Veranstaltungen
- Mit den Rennen um den Staufenpokal wurden von 1962 bis 1992 alpine Skirennen in Oberstaufen ausgetragen.
- ATP Challenger Oberstaufen: jährliches Tennisturnier zwischen 1992 und 2014, auch Oberstaufen Cup genannt
- 2006 bis 2017 startete alljährlich im Mai die Allgäu-Orient-Rallye in Oberstaufen, eine Low-Budget-Rallye, die das Ziel Amman/Jordanien ansteuerte. Dabei durften Vierer- oder Sechserteams mit entweder zwei oder drei Autos antreten. Die Autos, die in Jordanien ankamen, wurden zugunsten eines guten Zwecks versteigert.

### Sehenswürdigkeiten

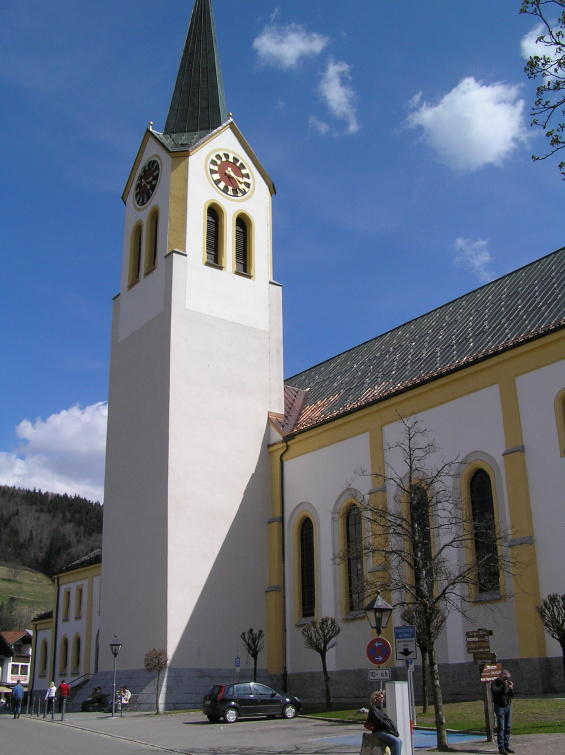
St. Peter und Paul

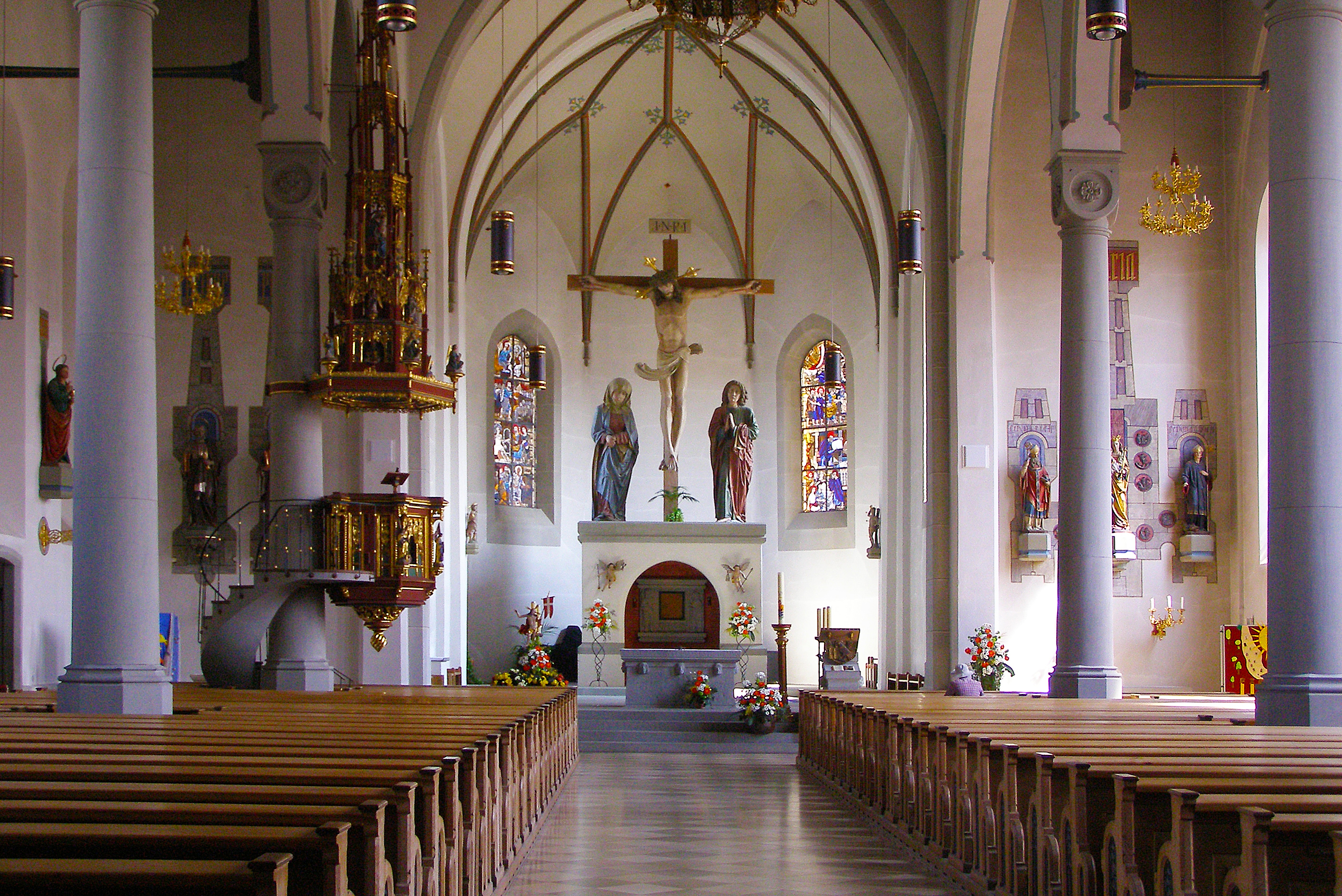
Blick auf den Altar der Pfarrkirche St. Peter und Paul

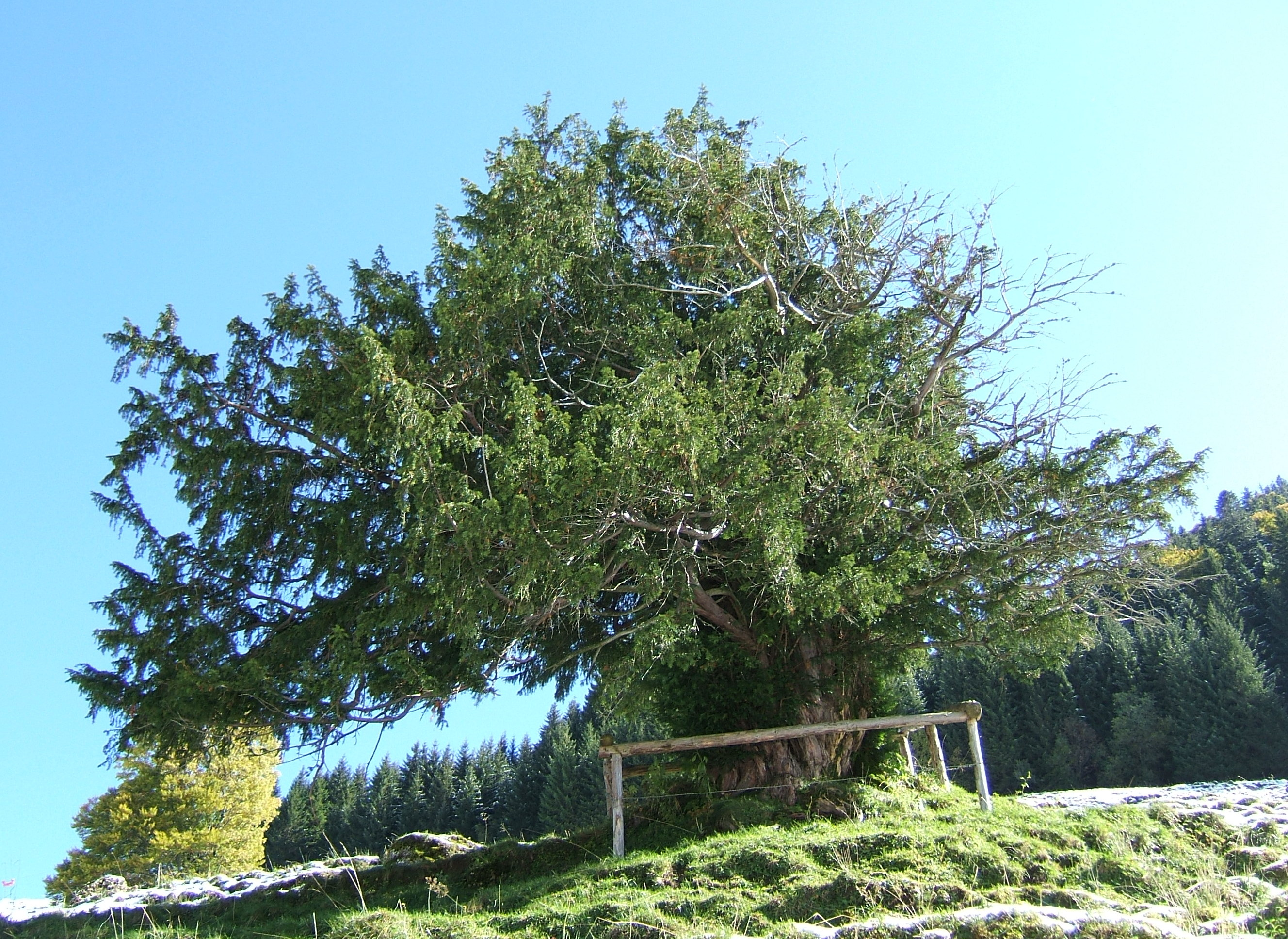
Ureibe bei Steibis

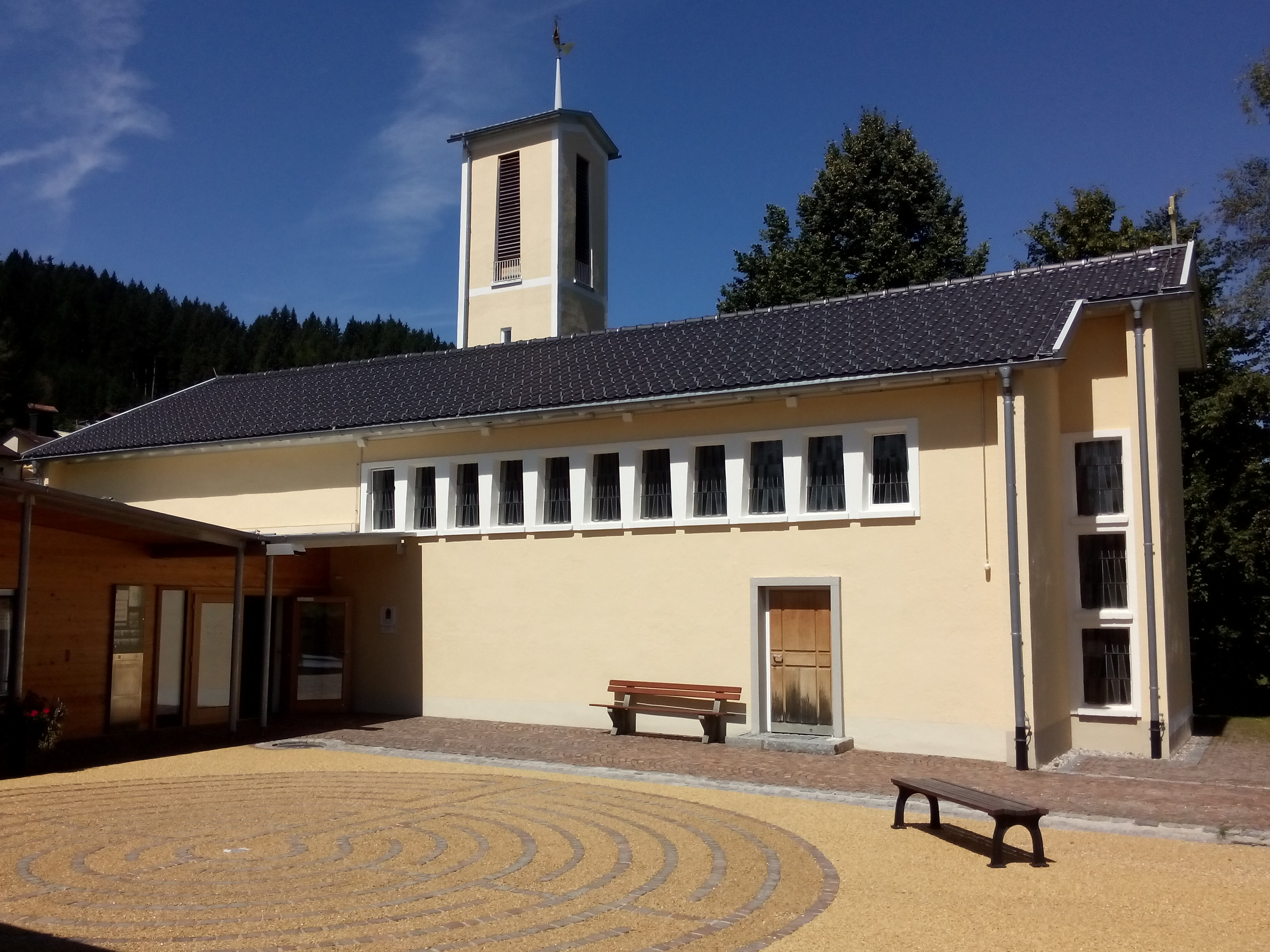
Evangelisch-Lutherische Heilig-Geist-Kirche Oberstaufen

- Die katholische Pfarrkirche St. Peter und Paul ist ein ehemaliges Kollegiatstift der Diözese Augsburg.
- Die gotische Kapelle St. Bartholomäus in Zell bei Oberstaufen aus dem Jahr 1440 mit ihren drei gotischen Altären und originalen Fresken aus dem 15. Jahrhundert.
- Die evangelisch-lutherische Heilig-Geist-Kirche im Montfortweg 7 ist baulich verbunden mit dem Dietrich-Bonhoeffer-Gemeindehaus. Auf dem Kirchhof ist ein Labyrinth eingelassen.
- Heimatmuseum „Beim Strumpfar“
- Bauernhausmuseum „S’Huimatle“
- Schaukäserei mit Käseschule

### Naturdenkmäler
Am Nordhang des Seelekopfs oberhalb der Unteren Lauchalpe steht die Ureibe bei Steibis. Das Alter dieser weiblichen Eibe wird auf 600 bis 800 Jahre geschätzt. Sie ist damit einer der ältesten Bäume Deutschlands. Ihr Stamm ist hohl und hat einen Umfang von rund fünf Metern.

### Sport

#### Sommersport
- Erlebnisbad Aquaria[12]
- 12 Tennis-Freiplätze, davon sechs in Oberstaufen, vier in Thalkirchdorf und zwei in Steibis.
- Zwei ansässige Golfclubs mit 18 Löchern in Oberstaufen-Steibis und 27 Löchern im Golfclub Oberstaufen im Ortsteil Buflings.
- Gipfelstation der Hündle-Doppelsesselbahn auf ca. 1100 m. Fünf Gehminuten von der Bergstation entfernt liegt die Obere Hündle-Alpe, wo man bei der Käseherstellung zusehen kann. Weiters gibt es dort eine ca. 850 m lange Sommerrodelbahn und einen Minigolf-Platz.
- Von Steibis aus erreicht man mit der Hochgratbahn, einer Kleinkabinenbahn, in 18 Minuten die Bergstation am Hochgrat (mit 1834 m höchster Berg im westlichen Allgäu).[13]
- Die Imbergbahn[14] führt direkt auf den Imbergkamm.
- Die ca. 475 Kilometer lange Radrunde Allgäu führt durch Oberstaufen.

#### Wintersport
- Skiregion Oberstaufen mit insgesamt 28 Aufstiegshilfen in die Skigebiete, 40 km maschinell gepflegten Pisten. Insgesamt 100 km präparierte Loipen werden rund um Oberstaufen gespurt (klassisch 100 km, Skating 70 km). Eine Besonderheit ist die 50 km lange Fernwanderloipe vom Alpsee zum Waldsee bei Lindenberg. Nachts beleuchtet und für Anfänger geeignet ist die 2 km lange Kalzhofer-Loipe, ein Rundkurs. Schneesicher bis in den Mai sind die auf 1200 bis 1300 m Höhe befindlichen Hädrich-Loipen (5 bis 10 km, für Anfänger und Geübte).
- Skigebiet Hündle-Thalkirchdorf mit 8er Gondelbahn und 10 Liften, 14 km Abfahrtslänge.
- Sinswangerlifte (zwei Schlepplifte, ein Übungslift, Flutlichtanlage).
- Die Skiarena Steibis am Imberg mit 8er Gondelbahn und Rodelbahn
- Hochgratbahn Oberstaufen-Steibis mit 5 bis 6 km langen Abfahrten. An den Nacht- und Vollmondfahrten wird die Unterlauchabfahrt (6 km) für Rodler geöffnet.
- Schneeschuhwanderungen
- 600 m² großer Kunsteisplatz mit Möglichkeiten zum Eisstockschießen, Eishockeyspielen oder Schlittschuhlaufen.

## Wirtschaft und Infrastruktur

### Verkehrsanbindung
Unmittelbar südlich des Ortskerns verläuft die Bundesstraße 308 von Lindau über Lindenberg an Oberstaufen vorbei und weiter nach Immenstadt am Alpsee.
Ebenso verläuft dort die Bahnstrecke Buchloe–Lindau. Südlich des Bahnhofs Oberstaufen liegt der Oberstaufener Tunnel, der einzige Eisenbahntunnel der gesamten Strecke.
Vom Bahnhof Oberstaufen fahren Busse direkt zu den Bergbahnen am Hochgrat, Imberg und Hündle sowie nach Immenstadt, Isny und Lingenau.
Im Jahr 2018 trat Oberstaufen dem Bodensee-Oberschwaben Verkehrsverbund (bodo) bei.
Oberstaufen liegt am Bodensee-Königssee-Radweg, welcher in Lindau beginnt und zunächst über Hergatz und Röthenbach (Allgäu) nach Oberstaufen und weiter über Immenstadt nach Sonthofen führt.

### Soziales
Seit September 2008 gibt es einen offenen Jugendtreff: Das Jugendhaus Pangäa in Oberstaufen. Für die anderen Altersgruppen (Kinder, Erwachsene/Senioren) ist das Familienzentrum Oberstaufen aktiv. Ferner finden sich der Förderverein Staufner Kinder e. V., der Frauenbund Oberstaufen und der Kindergartenförderverein Thalkirchdorf.

## Weiteres
Oberstaufen wurde 2010 vom ADAC mit dem ADAC-Tourismuspreis für die Mehrwert-Gästekarte „Oberstaufen PLUS“ ausgezeichnet. Für dieses Angebot erhielt der Kurort auch den „Deutschen Tourismuspreis 2009“.
Oberstaufen war die erste Gemeinde in Deutschland, deren Bilder auf Google Street View abrufbar waren. Am 2. November 2010 wurden die Fassadenbilder freigegeben. Vorausgegangen war eine Aktion der Oberstaufen Tourismus und Marketing GmbH im August, welche bei den Protesten nach der Ankündigung von Google, den Dienst auch in Deutschland zu starten, nach eigenen Angaben die Chance auf mehr Tourismus erkannte. Dazu wurde eine Torte für Google gebacken und ein Foto dieser Torte bei Facebook veröffentlicht. Nach einigen Medienberichten wurde auch Google auf die Gemeinde aufmerksam. In anderen Metropolen wurden lediglich Sehenswürdigkeiten freigeschaltet.
Für die strategische Umsetzung der Kampagne um Google Street View erhielt Oberstaufen im Mai 2011 den „PR Report Award“ in der Kategorie Corporate Media (intern/extern).

## Persönlichkeiten

### Ehrenbürger
- Franz Mader (1839–1925), Buchbindermeister, Ehrenbürger 1919 aufgrund seiner Verdienste um die Freiwillige Feuerwehr und als Ortsausschussmitglied
- Gottfried Resl (1865–1932), bischöfl. Geistl. Rat, Ehrenbürger 1920 aufgrund seiner Verdienste als Pfarrer
- Johann Aichele (1868–1953), Altbürgermeister, Ehrenbürger 1929 aufgrund seiner Verdienste um die Gemeinde
- Wilhelm Hertlein (1890–1969), Altbürgermeister, Ehrenbürger 1960
- Max Ostheimer (1900–1975), bischöfl. Geistl. Rat, Ehrenbürger 1960 aufgrund seiner Verdienste als Pfarrer
- Hermann Brosig (1906–1994), Kurarzt und Begründer der Schroth-Kur in Oberstaufen, seit 1971 Ehrenbürger von Oberstaufen, Träger des Bundesverdienstkreuzes
- Ottmar Burkart, Oberlehrer, Ehrenbürger in Aach 1928
- Constantin Wiedemann (1880–1969), Pfarrer, Ehrenbürger in Thalkirchdorf 1964
- Johanna Winkler (1902–1996), Oberlehrerin, Ehrenbürgerin in Thalkirchdorf 1964

### Söhne und Töchter der Gemeinde
- Franz Joseph Mahler (1795–1845), Instrumentenbauer und Erfinder
- Fidelis Bentele (1905–1987), Bildhauer
- Fidel Wagner (1912–1945), Skilangläufer und Nordischer Kombinierer
- Michael Kirchmann (1914–1942), Skilangläufer
- Klaus Obermeyer (* 1919), deutsch-amerikanischer Unternehmer
- Ernst Hürlimann (1921–2001), Architekt und Karikaturist
- Hermann Moser (1935–2021), Maler
- Heidi Biebl (1941–2022), Olympiasiegerin im Ski-Abfahrtslauf bei den Olympischen Winterspielen 1960 in Squaw Valley, USA
- Peter Ebenhoch (* 26. Juli 1953), Maler und Graphiker, Buchillustrator[21]
- Bernhard Wucherer (1954–2022), deutscher Schriftsteller
- Manfred Hürlimann (* 1958), Maler und Zeichner
- Siegfried Schmid (* 1961), Orgelbauer
- Birgitta Weizenegger (* 1970), Schauspielerin und Filmemacherin

### Weitere Persönlichkeiten
- Josef Aurel Stadler (1778–1837), Agrarreformer und Pionier der Allgäuer Hartkäseherstellung nach Schweizer Art (Emmentaler)
- Wilhelm Stumpf (1873–1926), Landschafts- und Porträtmaler, Illustrator
- Christl Cranz-Borchers (1914–2004), Olympiasiegerin in der Alpinen Kombination bei den Olympischen Winterspielen 1936 in Garmisch-Partenkirchen, wohnte in Steibis
- Kurt Bong (* 1937), deutscher Jazzmusiker und ehemaliger Leiter der Bigband des Hessischen Rundfunks, lebt seit 2000 in Oberstaufen
- Nicola Förg (* 1962), deutsche Reisejournalistin und Schriftstellerin, wuchs in Oberstaufen auf
- Karl-Heinz Riedle (* 1965), Fußballspieler, lebt in Oberstaufen und betreibt hier ein Hotel
- Toni Steurer (* 1978), Extremskitourensportler sowie Bergsteiger und -kletterer